# Вольфґанґ Ґюльденпфенніґ
Вольфґанґ Ґюльденпфенніґ (нім. Wolfgang Güldenpfennig, 20 грудня 1951) — німецький академічний веслувальник.
Олімпійський чемпіон 1976 року в складі парної четвірки, бронзовий призер 1972 року в одиночці.
Чемпіон світу 1975, 1977 років у складі парної четвірки.
Бронзовий призер Чемпіонату Європи 1973 року в одиночці.